# Нижньоільдіканське сільське поселення
Нижньоільдіка́нське сільське поселення (рос. Нижнеильдиканское сельское поселение) — сільське поселення у складі Балейського району Забайкальського краю Росії.
Адміністративний центр — село Нижній Ільдікан.

## Історія
Станом на 2002 рік існував Ільдіканський сільський округ (села Алія, Гробово, Журавльово, Нижній Ільдікан).

## Населення
Населення сільського поселення становить 749 осіб (2019; 952 у 2010, 1164 у 2002).

## Склад
До складу сільського поселення входять:
| Населений пункт       | Населення, осіб (2002) | Населення, осіб (2010) |
| --------------------- | ---------------------- | ---------------------- |
| Алія, село            | 177                    | 171                    |
| Гробово, село         | 193                    | 133                    |
| Журавльово, село      | 71                     | 48                     |
| Нижній Ільдікан, село | 723                    | 600                    |